# Partido Fascista Ruso
El Partido Fascista Ruso (en ruso: Российская фашистская партия, abreviado PFR en español) —a veces también denominado Partido Fascista de Todos los Rusos— fue un movimiento político minoritario creado por emigrantes rusos en Manchukuo y que estuvo operativo entre las décadas de 1930 y 1940. A partir de 1938 adoptó el nombre de Unión Fascista Rusa, denominación que mantuvo hasta que el movimiento fue disuelto por las autoridades japonesas en 1943.

## Historia
El fascismo había existido entre los rusos de Manchuria desde la Revolución de Octubre y había sido promovido por la Organización Fascista Rusa y los Rusos Blancos: cosacos, ortodoxos, antibolcheviques o militares conservadores y pro-zaristas, exiliados en Manchuria tras su derrota por el Ejército Rojo en la Guerra Civil Rusa (1922). Una convención secreta de varios grupos de estas ideologías fue llevada a cabo, permitiendo la fundación de PFR bajo la presidencia del General Vladímir Dmítrievich Kosmin. Konstantín Rodzayevski pasó a ser el secretario general del comité central del partido el 26 de mayo de 1931, convirtiéndose en el líder de facto del partido. Adoptando el lema "Dios, Patria, Trabajo" y publicando la revista Natsiya, el partido apostó por el fascismo italiano para tomar ventaja respecto de la inestable posición de los líderes bolcheviques de cara a la oposición interna y externa. Para 1932 unos 2000 miembros de la comunidad rusa de Harbin habían ingresado en el partido.

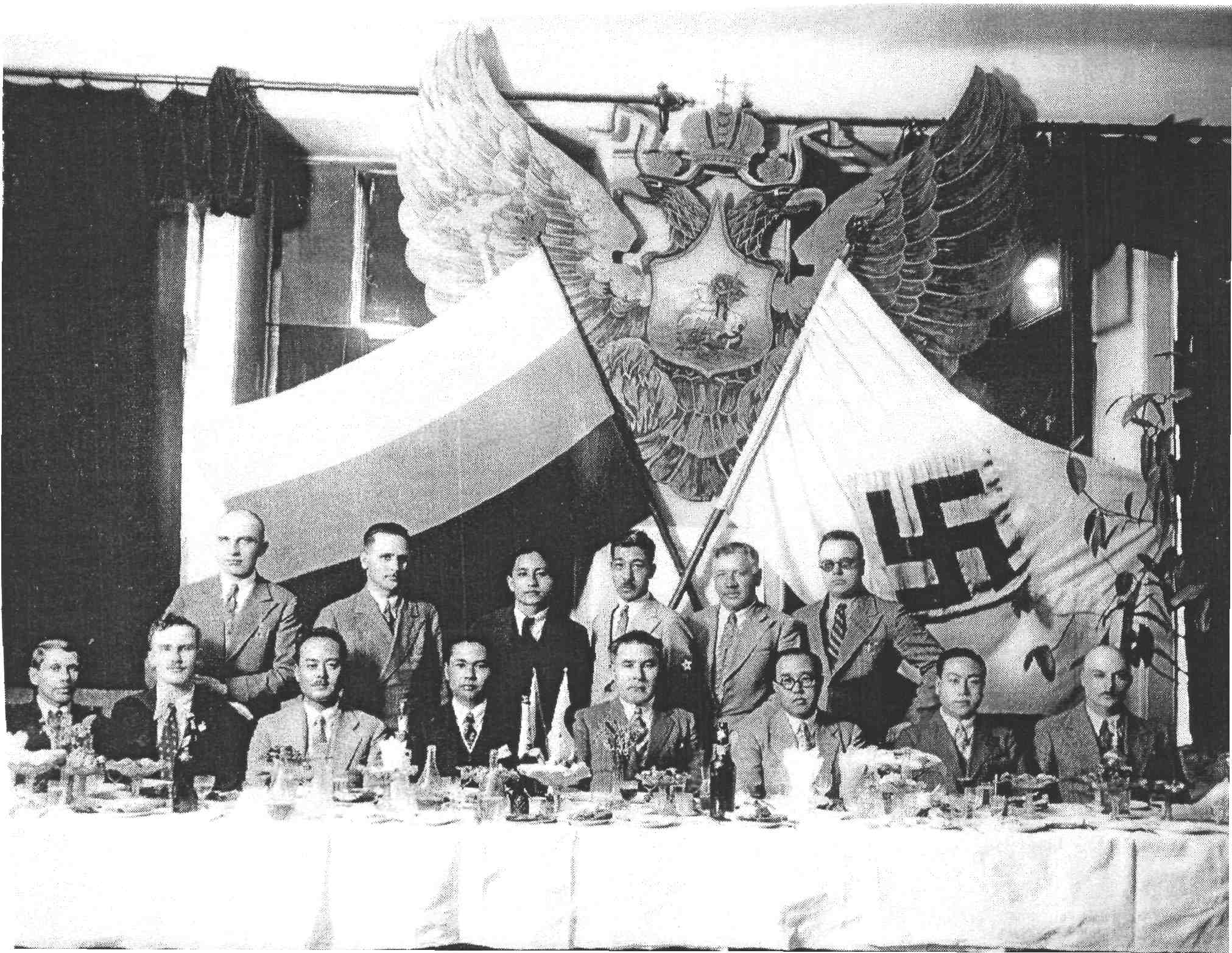
Banquete en Harbin con motivo del establecimiento de la Oficina de Emigrantes Rusos en Manchuria, diciembre de 1934

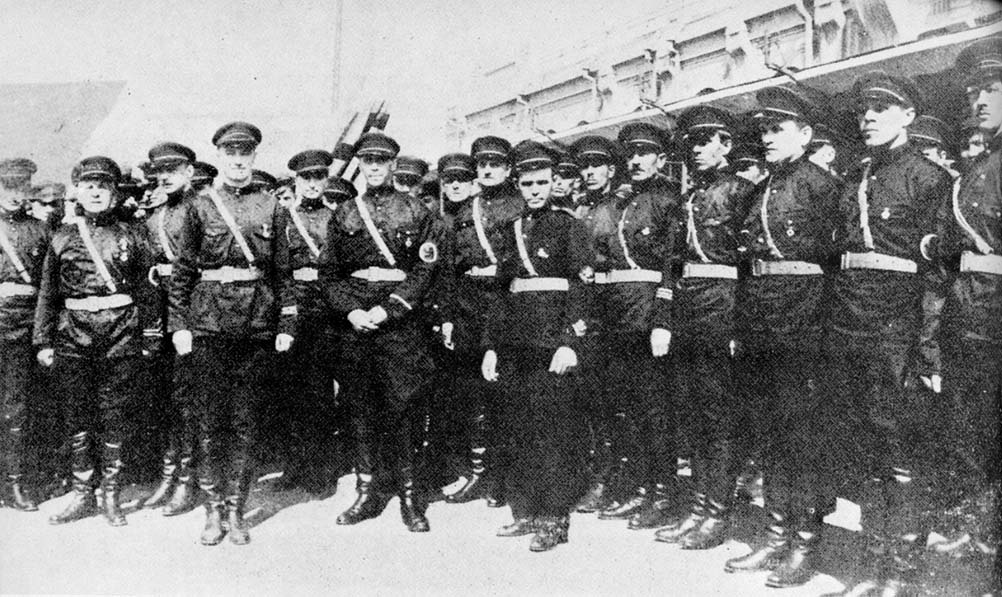
Camisas Negras del PFR en Harbin, 1934, esperando la llegada de Konstantín Rodzayevski.

Cooperando con Japón, el PFR se convirtió en el más influyente grupo de emigrantes de Manchukuo, estableciendo una escuela del partido en Harbin en 1932. Rodzaevsky también ayudó al Ejército Imperial Japonés en la formación del Destacamento Asano, las fuerzas especiales formadas íntegramente por rusos que formaron parte del Ejército de Kwantung, organizado para llevar a cabo actos de sabotaje contra las fuerzas soviéticas en caso de cualquier invasión japonesa de Siberia y el Lejano Oriente ruso.
El partido, del mismo modo, tuvo importantes contactos con grupos ideológicamente afines en los Estados Unidos, incluyendo a Anastasy Vonsyatsky durante su exilio. El 24 de marzo de 1934 se acordó una fusión en Tokio entre el PFR y los seguidores de Vonsyatsky —quien también utilizó la etiqueta de la «Organización Fascista Rusa»—, aunque más tarde se enfrentarán por los intentos de Rodzaevsky por dar cabida a los rusos más conservadores, así como su antisemitismo, que Vonsyatsky sentía que era destructivo y demasiado alemán, en el sentido de cercano a la ideología nazi. Eventualmente el PFR rompió con los americanos, y en 1935 Vonsyatsky fue expulsado, rompiendo para formar un movimiento más leve en los Estados Unidos llamado "Partido de la Revolución Nacional de Rusia", que era de la orientación anticomunista y afirmó que su única intención era "formar en Rusia un gobierno verdaderamente democrático".

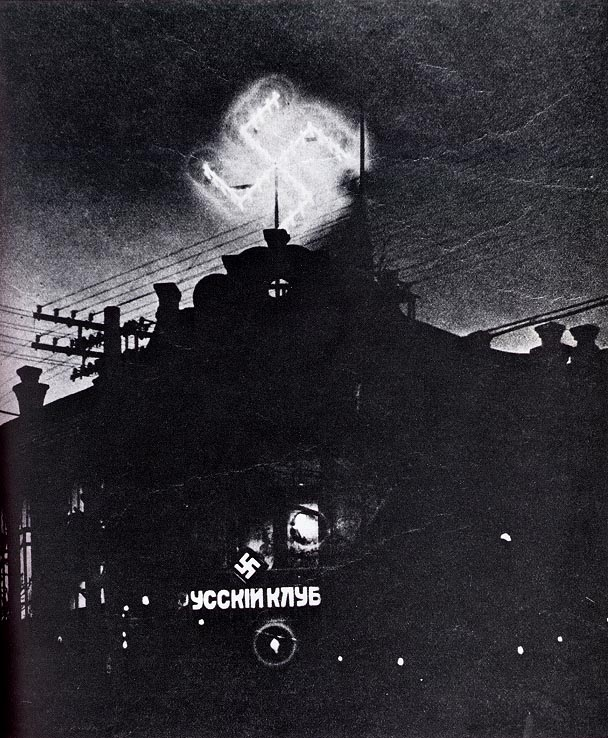
Esvástica iluminada en la sede de Manzhouli.

Sin embargo, el PFR bajo el mando de Rodzaevsky se había fortalecido y reclamó 20.000 afiliados en mayo de 1935. Subsidiarios del PFR fueron creados - Movimiento Fascista de las Mujeres Rusas, Unión Fascista de la Juventud, Unión de los Jóvenes Fascistas, Unión de los Pequeños Fascistas.  El libro de Rodzaevsky —El Estado Nacional Ruso— esbozó el programa del partido para establecer el fascismo en Rusia en mayo de 1938, incluyendo el deseo de deshacerse de los judíos, lo que indica una fuerte ruptura con el ala afín a Vonsyatsky. El partido también tuvo un fuerte compromiso con la Iglesia Ortodoxa Rusa, con la promesa de una relación especial entre la Iglesia y el Estado en su proyectada Rusia fascista. El grupo también se comprometió a respetar las tradiciones de las nacionalidades de Rusia y de instigar al corporativismo. Entre 1940 y diciembre de 1941, hubo una reanudación de la cooperación entre Konstantín Rodzayevski y Anastasy Vonsyatsky, interrumpida nuevamente por el inicio de la Guerra Americano-Japonesa.
Cuando Japón le declaró la guerra a las Potencias aliadas, las actividades del PFR fuera de Manchuria, poco a poco fueron reduciéndose hasta llegar a su fin, aunque éstas ya habían quedado muy restringidas por los japoneses después de la firma del Pacto de Neutralidad Soviético-Japonés en 1941. De hecho, el partido fue disuelto por los japoneses en 1943. El grupo llegó a su fin definitivo en 1945, cuando el Ejército Rojo comenzó la invasión de Manchuria y Rodzaevsky se rindió a las autoridades soviéticas, antes de ser ejecutado al año siguiente.